# Tibouchina schiedeana
Tibouchina schiedeana là một loài thực vật có hoa trong họ Mua. Loài này được (Schltdl. & Cham.) Cogn. miêu tả khoa học đầu tiên năm 1891.